# Tyler Rebbe
Tyller Reebe é um baixista estado-unidense que toca nas bandas Pulley, membro desde 1997 e Death by Stereo, membro desde 2005.